# Estação de Gretz-Armainvilliers
A Estação de Gretz-Armainvilliers é uma estação ferroviária francesa na linha de Paris-Est a Mulhouse-Ville, localizada no território da comuna de Gretz-Armainvilliers, no departamento de Sena e Marne, na Ilha de França.
Foi inaugurada em 1857 pela Compagnie des chemins de fer de l'Est.
É uma estação da Société Nationale des Chemins de Fer Français (SNCF), servida pelos trens da linha E do RER.

## Situação ferroviária

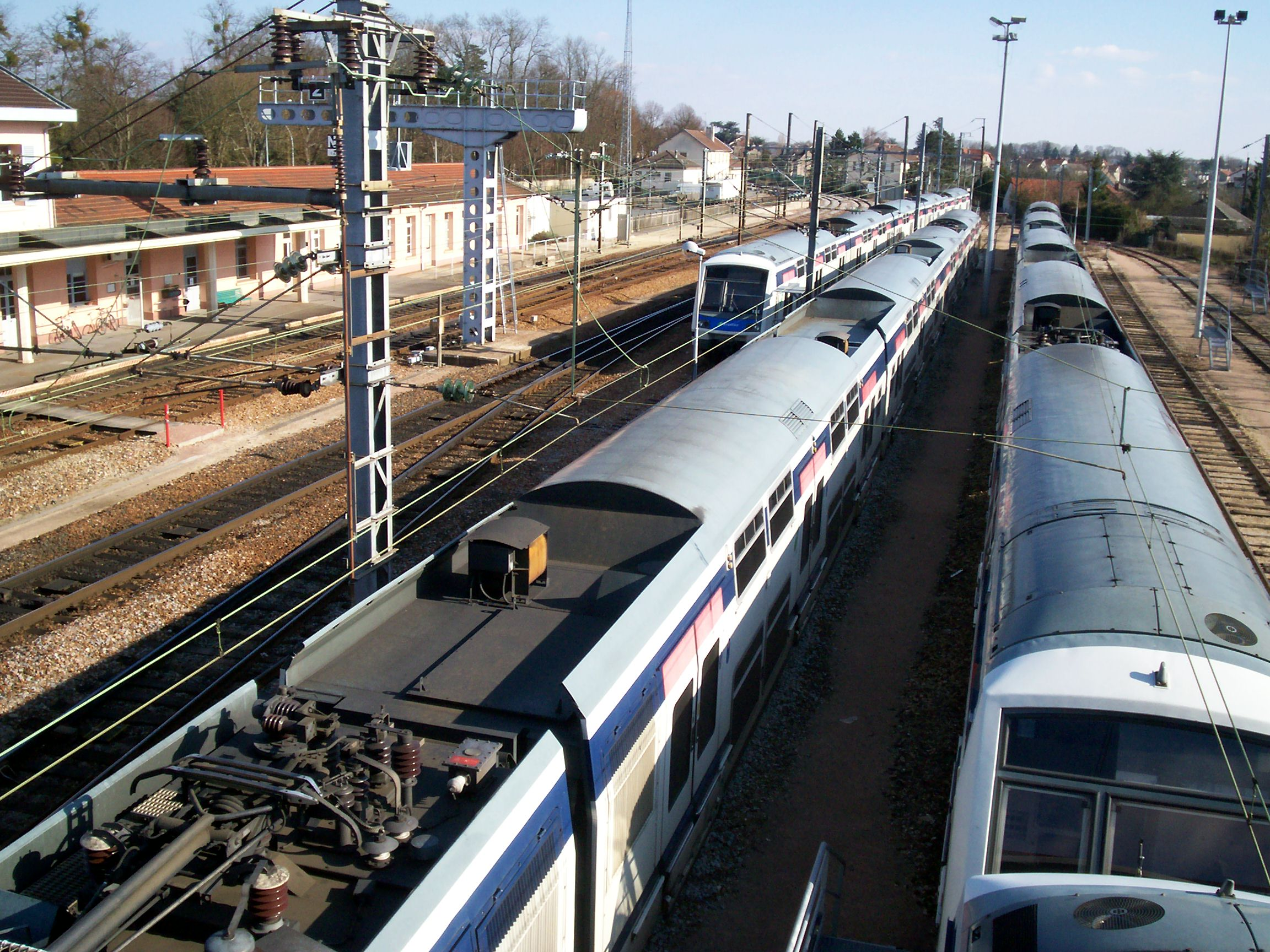
A linha e desvios com MI 2N Éole, trens de dois andares do RER E

A estação Gretz-Armainvilliers, estabelecida a 109 metros de altitude, está localizada no ponto quilométrico (PK) 38.321 da linha de Paris-Est a Mulhouse-Ville, entre as estações abertas de Ozoir-la-Ferrière e Verneuil-l'Étang. Estação da bifurcação, está na origem da linha de Gretz-Armainvilliers a Sézanne que se desconecta da linha de Paris-Est a Mulhouse-Ville assim que sai da estação em direção a Mulhouse. A estação tem cinco desvios usados pelos trens da rede RER, bem como trilhos de serviço.

## História
A Compagnie des chemins de fer de l'Est começou a trabalhar em 1855 e colocou a estação de Gretz em serviço quando a seção de Nogent a Nangis foi aberta ao serviço comercial em 9 de fevereiro de 1857. Esta seção está aberta com apenas uma pista; o segundo não foi colocado em serviço até 23 de abril. Vários diretores da empresa possuem propriedades na cidade, com destaque para os irmãos Pereire que ali se instalaram em 1852 e o Barão de Rothschild que transformou uma propriedade familiar em residência em 1877.
Em julho de 1859, a Compagnie des Chemins de Fer de l'Est, que acabara de ceder o terreno para a faixa de domínio da ferrovia, pôde iniciar os trabalhos no trecho de Gretz a Mortcerf do linha futura de Gretz a Sezanne . Procedeu-se à colocação comercial deste troço a 2 de fevereiro de 1861.
Em 1936, a estação era servida por um serviço suburbano cuja última parada era a estação de Longueville. Durante o período de inverno, em Gretz-Armainvilliers, há dezesseis viagens de ida e volta por dia útil, incluindo duas rotações fornecidas por um vagão.
Durante o conflito da Segunda Guerra Mundial, a estação e seu pátio de triagem foram usados pelo exército alemão que também requisitou os castelos dos administradores da Compagnie de l'Est; o porão do castelo do Barão de Rothschild é transformado em enfermaria. Em 22 de junho de 1944, aeronaves aliadas metralharam e bombardearam trens e instalações ferroviárias. O edifício de passageiros da estação gravemente danificado não será reparado; um novo prédio será construído após o fim do conflito.
Em 2000 , o Contrato do Plano Estado-Região da Ile-de-France incluía a extensão da linha E do RER de Villiers-sur-Marne a Tournan. Em 14 de fevereiro de 2002, o conselho de administração do Syndicat des transports d'Île-de-France (STIF) aprovou o anteprojeto. Em 14 de dezembro de 2003, a linha foi desconectada de sua rede histórica conectando-a com a Gare de Paris-Est, para se encontrar conectada à linha E do RER que termina na estação subterrânea de Haussmann - Saint-Lazare. Para além das alterações ao percurso e aos horários, esta integração na rede RER é uma oportunidade para melhorar os serviços das estações. O acesso aos trens é facilitado pela elevação das plataformas, que vão de metro a metro . Arranjos e equipamentos melhoram a acessibilidade para pessoas com mobilidade reduzida (PRM). As telas instaladas nas plataformas fornecem informações em tempo real.
Até a mudança de horários em dezembro de 2009, os trens da linha P do Transilien circulando nos eixos de ou para Coulommiers e Provins serviam a esta estação.
A estação tem uma nova caixa de sinalização informatizada do tipo PAI que entrou em serviço no fim de semana de 26/27 de novembro de 2016, após dois fins de semana de interrupção do tráfego na área, além de estudos e trabalhos preparatórios iniciados em 2012. A estação dispunha então de uma caixa de sinal de tecnologia suíça do tipo Domino 67, do fabricante Integra, aproximando as estações do tipo PRG; lançado em 9 de março de 1971, permaneceu como o único posto desse tipo em serviço na França  .
Em 2019, o atendimento anual estimado pela SNCF é de 881 676 passageiros  .

## Serviço aos viajantes

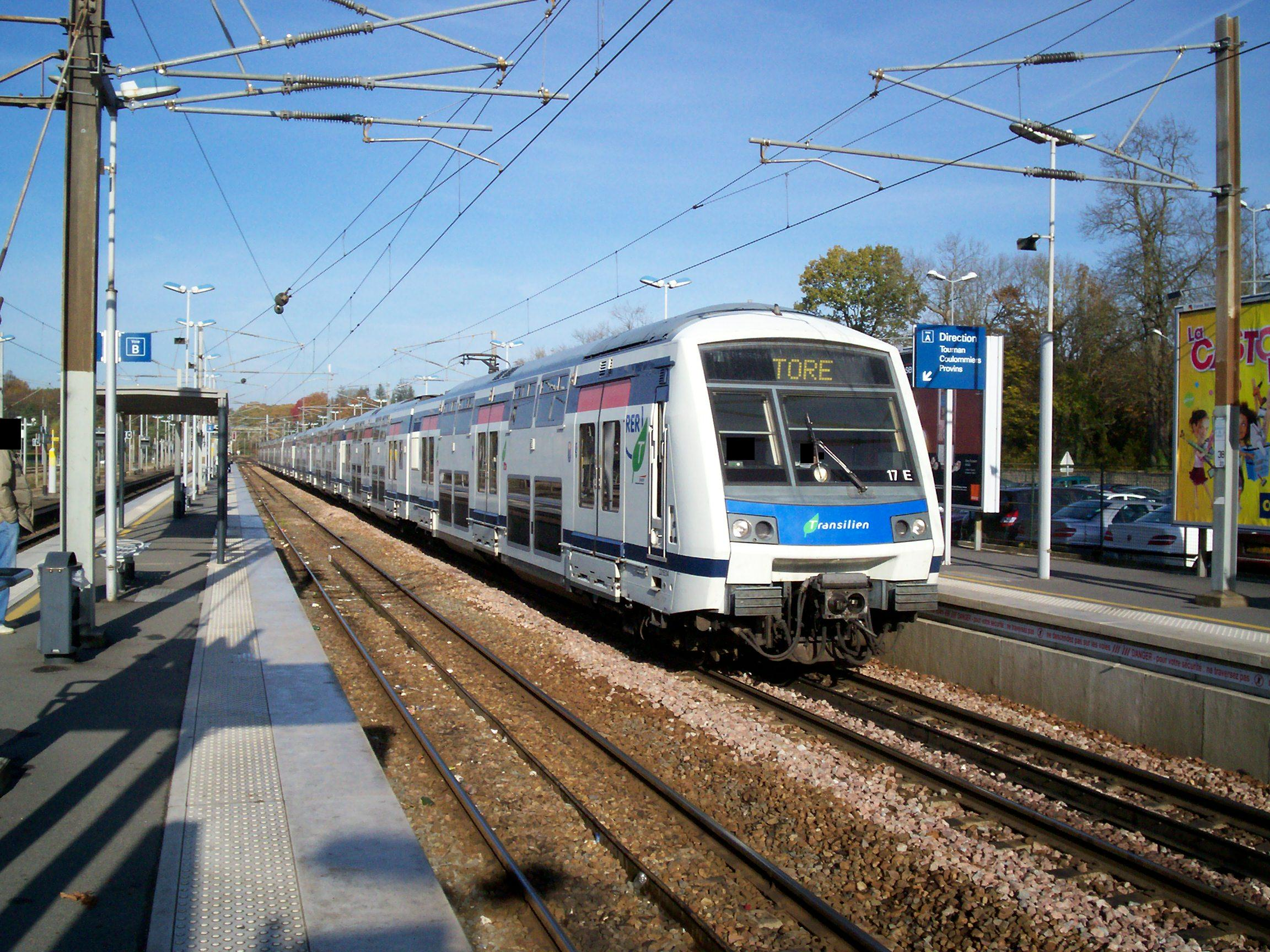
O trem TORE (atualmente TAVA) do RER E chega à estação de Gretz-Armainvilliers na direção de Tournan-en-Brie.

### Recepção
Estação SNCF da rede Transilien, oferece vários serviços com, nomeadamente, presença comercial diária e facilidades e serviços para pessoas com mobilidade reduzida. Está equipado com máquinas de vendas para a venda de títulos de transporte (Transilien e Navigo) bem como um "sistema de informações de tráfego ferroviário em tempo real".

### Ligação
A estação de Gretz-Armainvilliers é servida à taxa (por direção) de um trem a cada 30 minutos fora do horário de pico e à noite e de dois a quatro trens por hora nos horários de pico. Mais de 44 trens por dia e por sentido atendem a estação.

### Intermodalidade
Existem estacionamentos nas imediações da estação. A estação é servida pelas linhas 3, 11, 18, 121 e Soirée Gretz-Armainvilliers da rede de ônibus Pays Briard e, à noite, pela linha N142 do serviço de ônibus noturno Noctilien.

## Serviço de carga
Esta estação está aberta ao serviço de carga.